# Grandvilliers (Eure)
Grandvilliers – miejscowość i dawna gmina we Francji, w regionie Normandia, w departamencie Eure. W 2013 roku populacja ówczesnej gminy wynosiła 357 mieszkańców. 
W dniu 1 stycznia 2019 roku trzy ówczesne gminy – Buis-sur-Damville, Grandvilliers oraz Roman – włączono do gminy Mesnils-sur-Iton. 